# Gabriella Taylor
Gabriella Taylor (* 7. März 1998 in Southampton, England) ist eine britische Tennisspielerin.

## Karriere
Taylor spielt hauptsächlich Turniere auf dem ITF Women’s Circuit, bei denen sie bislang sechs Einzel- und drei Doppeltitel gewinnen konnte.
Für die Qualifikation für Wimbledon erhielt sie 2014 eine Wildcard. In der ersten Qualifikationsrunde besiegte sie die Schwedin Sofia Arvidsson überraschend klar mit 6:1 und 6:3, dann musste sie sich jedoch Tereza Smitková mit 3:6 und 4:6 geschlagen geben. 2015 scheiterte sie dort bereits in der ersten Runde Qualifikation an ihrer Landsfrau Tara Moore. 2016 konnte sie wiederum mit einer Wildcard in der ersten Runde der Qualifikation Lourdes Domínguez Lino mit 7:5 und 7:68 besiegen, ehe sie mit 7:5, 4:6 und 4:6 knapp an Vania King scheiterte.

## Turniersiege

### Einzel
| Nr. | Datum             | Turnier      | Kategorie   | Belag     | Finalgegnerin      | Ergebnis       |
| --- | ----------------- | ------------ | ----------- | --------- | ------------------ | -------------- |
| 1.  | 21. November 2015 | Stellenbosch | ITF $10.000 | Sand      | Naomi Totka        | 4:6, 6:2, 6:1  |
| 2.  | 14. Mai 2017      | Changwon     | ITF $25.000 | Hartplatz | Danielle Lao       | 6:2, 6:2       |
| 3.  | 23. Dezember 2017 | Navi Mumbai  | ITF $25.000 | Hartplatz | Diāna Marcinkēviča | 4:6, 7:67, 6:3 |
| 4.  | 11. Februar 2018  | Launceston   | ITF $25.000 | Hartplatz | Asia Muhammad      | 6:3, 6:4       |
| 5.  | 25. Februar 2018  | Perth        | ITF $25.000 | Hartplatz | Myrtille Georges   | 6:2, 7:5       |
| 6.  | 11. März 2018     | Mildura      | ITF $25.000 | Gras      | Shérazad Reix      | 6:0, 6:3       |

### Doppel
| Nr. | Datum            | Turnier | Kategorie   | Belag     | Partnerin       | Finalgegnerinnen                                   | Ergebnis          |
| --- | ---------------- | ------- | ----------- | --------- | --------------- | -------------------------------------------------- | ----------------- |
| 1.  | 13. Mai 2016     | Monzón  | ITF $10.000 | Hartplatz | Alice Bacquié   | Estrella Cabeza Candela Cristina Sánchez-Quintanar | 6:1, 6:1          |
| 2.  | 9. März 2018     | Mildura | ITF $25.000 | Gras      | Katy Dunne      | Alexandra Bozovic Olivia Tjandramulia              | 5:7, 7:64, [10:5] |
| 3.  | 26. Oktober 2019 | Antalya | ITF $15.000 | Hartplatz | Mira Antonitsch | Wiktorija Dema Noa Liauw a Fong                    | 6:4, 6:75, [10:3] |